# Blue Springs (Nebraska)

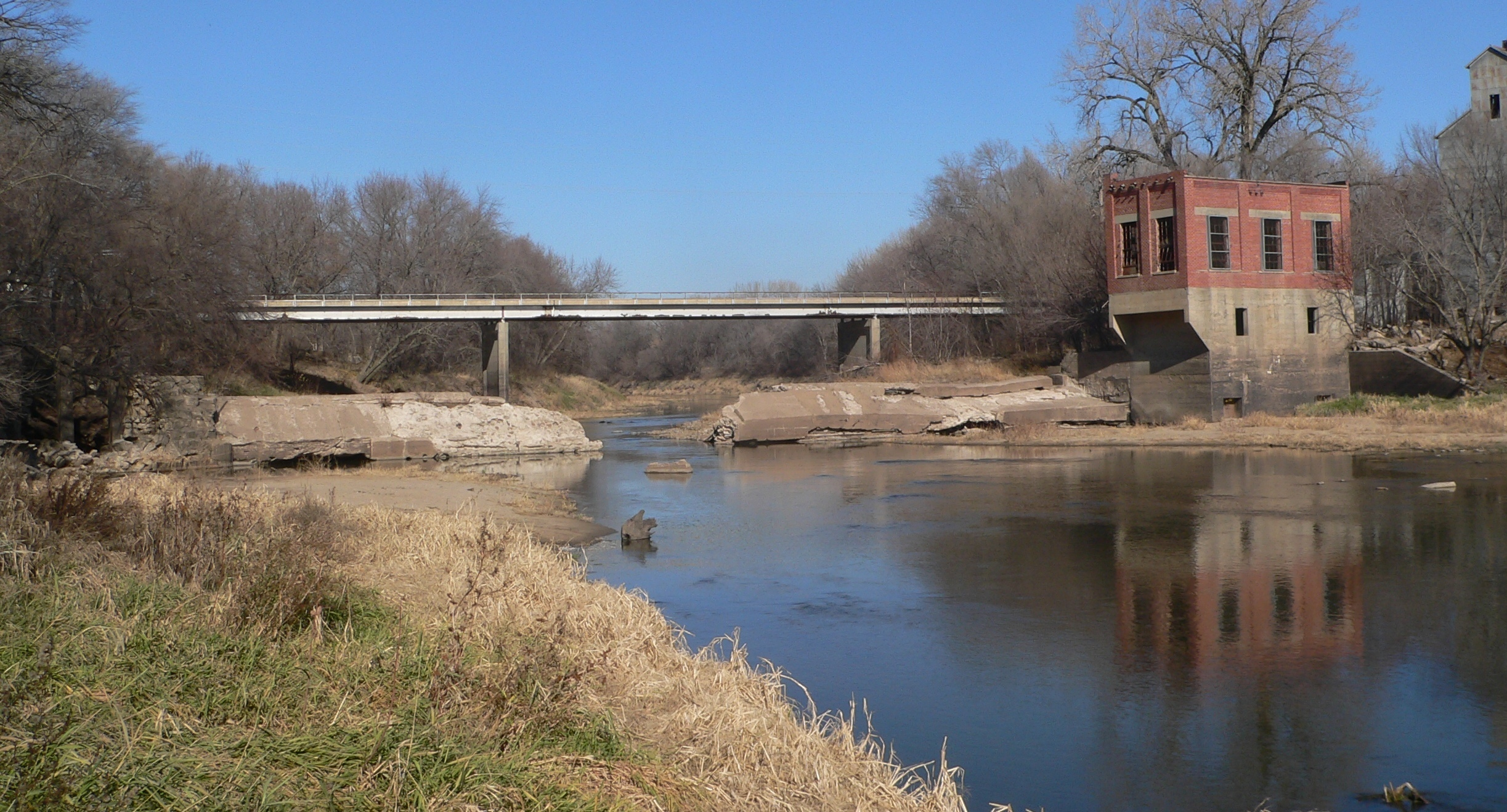
Restanten van de Nebraskadam in Blue Springs

Blue Springs is een plaats (city) in de Amerikaanse staat Nebraska, en valt bestuurlijk gezien onder Gage County.

## Demografie
Bij de volkstelling in 2000 werd het aantal inwoners vastgesteld op 383.
In 2006 is het aantal inwoners door het United States Census Bureau geschat op 376, een daling van 7 (-1,8%).

## Geografie
Volgens het United States Census Bureau beslaat de plaats een oppervlakte van
2,0 km², geheel bestaande uit land. Blue Springs ligt op ongeveer 385 m boven zeeniveau.

## Plaatsen in de nabije omgeving
De onderstaande figuur toont nabijgelegen plaatsen in een straal van 16 km rond Blue Springs.